# Amorphophallus hottae
Amorphophallus hottae är en kallaväxtart som beskrevs av Josef Bogner och Wilbert Leonard Anna Hetterscheid. Amorphophallus hottae ingår i släktet Amorphophallus och familjen kallaväxter. Inga underarter finns listade.